# Hauensuoli
Hauensuoli (lett. "intestino del luccio") è un angusto stretto che separa le isole di Tullisaari e Kobben, al largo della costa di Hanko, nel sud-ovest della Finlandia. In passato i velieri provenienti dai paesi del Baltico vi si riparavano in attesa che le tempeste si placassero. 
Molti dei marinai passati per questo stretto hanno inciso sulle rocce le loro iniziali o i racconti delle loro imprese, procurando a Hauensuoli il soprannome di "Registro degli ospiti dell'arcipelago". 
Sono tuttora visibili circa 600 incisioni risalenti al XVII secolo.